# Образование в Азербайджане

## Общие сведения
10 июня 2008 года принята государственная программа информатизации системы образования в 2008 — 2012 годах. 
В феврале 2024 года утверждены государственные стандарты специального образования для лиц с ограниченными возможностями здоровья.
С первого квартала 2025 года планируется введение специальных карт для учителей, по которым будут предоставляться льготы.

## Система образования
см. также Министерство образования Азербайджана
Система образования в себя включает:
- Дошкольное воспитание
- Общее среднее образование
- Специализированное образование
- Высшее образование
- Магистратура
- Докторантура
- Свободное образование
- Повышение квалификации

## История образования
см. История образования в Азербайджане

## Язык образования
Школьное обучение на лезгинском языке было восстановлено лишь после распада СССР. В 1996/97 учебном году в 94 школах Азербайджана лезгинскому языку обучались 14,818 учеников. С 1998—1999 учебного года в Бакинском филиале Дагестанского государственного университета началась подготовка специалистов по аварскому и лезгинскому языкам и литературе, а в 2003 году приказом Министерства образования Азербайджана были утверждены учебные программы для 1-4-го классов средней школы по нескольким языкам народов Азербайджана, в том числе и по лезгинскому. Для подготовки преподавательских кадров для лезгинских школ был открыт Гусарский филиал Бакинского педагогического училища им. М. А. Сабира. В самом Гусарском районе в настоящее время лезгинский язык в качестве предмета изучается все 11 классов. В 2004 году в Бакинском филиале ДГУ специальность «преподавателя лезгинского языка» (факультет дагестанской филологии) получили 12 студентов, в 2005 году — 8. Позже, в 2008 году, Бакинский филиал ДГУ был закрыт.
В настоящее время в Азербайджане на цахурском языке проводятся уроки в 12 школах Закатальского района. В этих школах в общей сложности 46 начальных (1—4-й) классов, где обучаются 1150 учеников. Азбука на цахурском языке на латинской основе была опубликована в Баку в 1996 году. Изданный до этого в Махачкале букварь на кириллице был предназначен как для дагестанских, так и для азербайджанских цахуров (Ибрагимов Г. Х., Исаев Н. Г. Букварь. — Махачкала, 1993).
В 2003 году приказом Министерства образования Азербайджана были утверждены учебные программы для 1—4-го классов средней школы по нескольким языкам народов Азербайджана, в том числе и по талышскому.
2 марта 2001 года Министерство образования АР, Посольство Украины в Азербайджане и Бакинский Славянский Университет открыли первую украинскую воскресную школу в Баку, где проходит изучение украинского языка и литературы. В октябре 2019 года проект был восстановлен Бакинским Славянским Университетом в тестовом режиме и аналогичная программа начала функционировать в Сумгаите.

## Общее среднее образование
На сентябрь 2021 года в Азербайджане насчитывалось 220 000 педагогов общеобразовательных учреждений. Из них 150 000 — в государственных школах. При этом, общее количество общеобразовательных учреждений составляло 4 433 (2019), что составляло в среднем 50 учителей на одну общеобразовательную школу.
Общее количество учащихся
| Учебный год | Количество учеников |
| ----------- | ------------------- |
| 2019/20     | 1 616 105           |
| 2020/21     | 1 589 829           |
| 2024/25     | 1 619 335           |

Количество первоклассников
| Учебный год | Количество |
| ----------- | ---------- |
| 2024/25     | 132 931    |

Количество выпускников 9 классов
| Учебный год | Количество |
| ----------- | ---------- |
| 2024/25     | 157 802    |

Количество выпускников 11 классов
| Учебный год | Количество |
| ----------- | ---------- |
| 2024/25     | 116 222    |

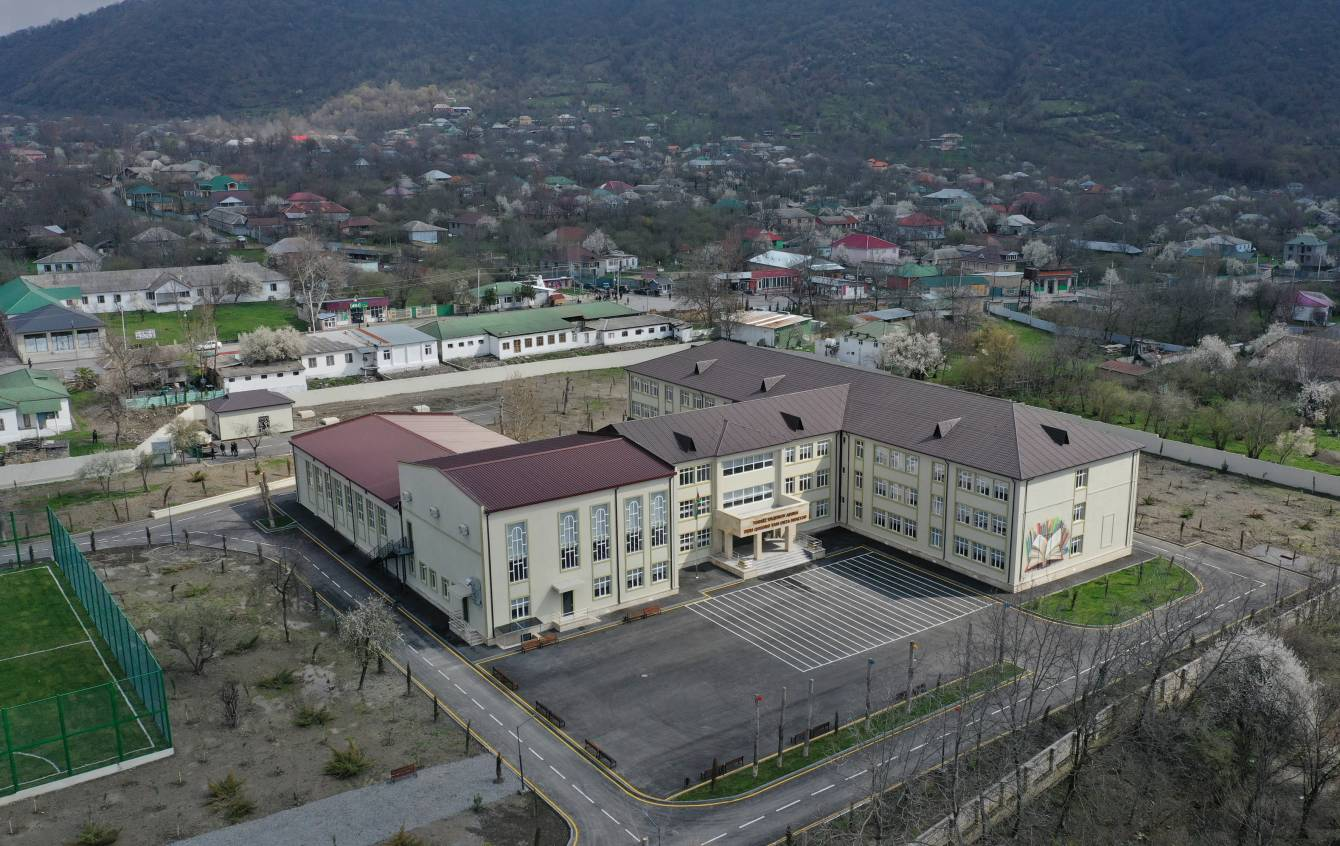
Средняя школа пос. Бум Апрель 2024

Действует несколько международных школ.

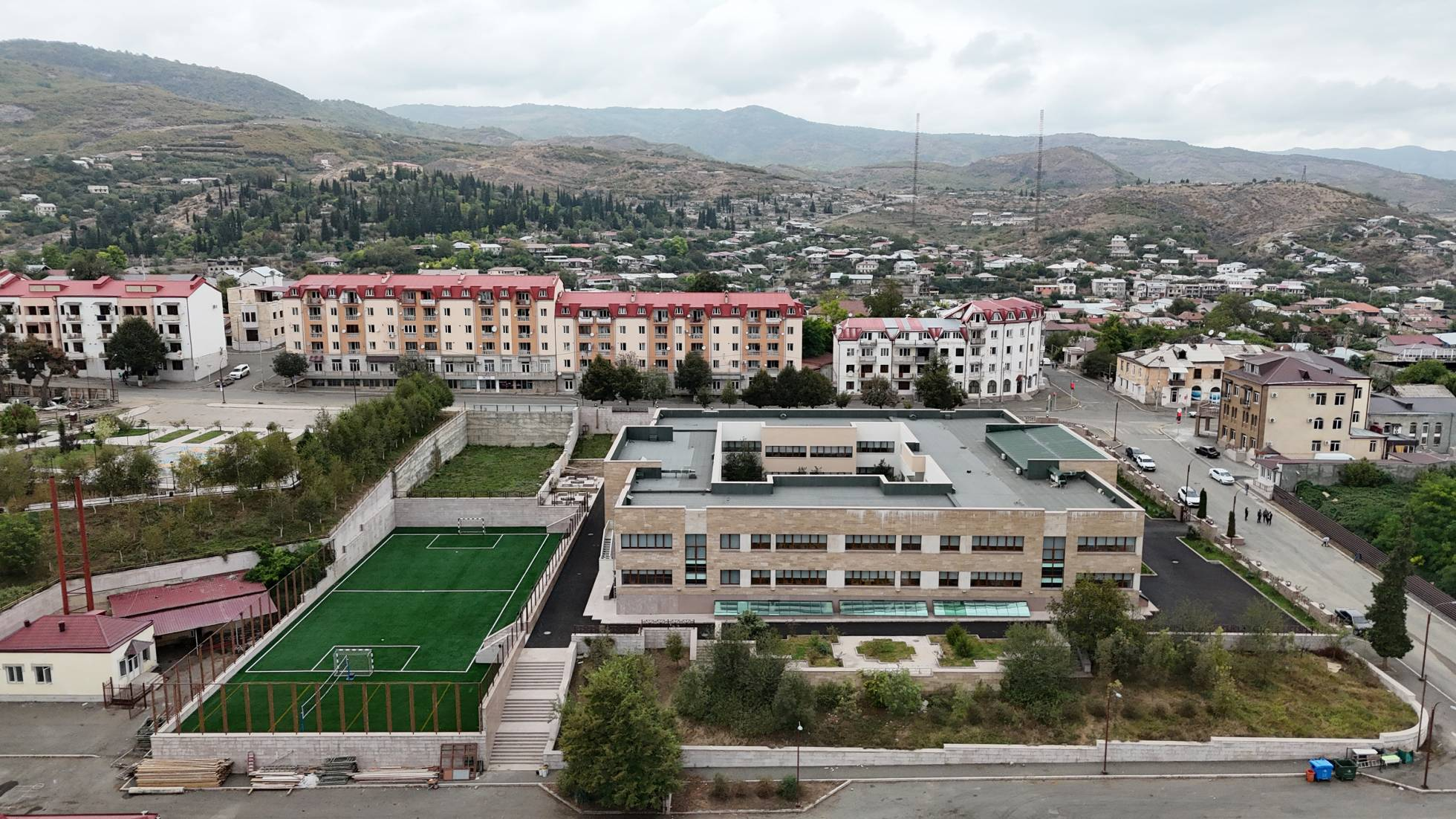
Школа №4 Ханкенди Сентябрь 2024

Преподаватели, директоры общеобразовательных учреждений принимаются на работу посредством конкурса. 

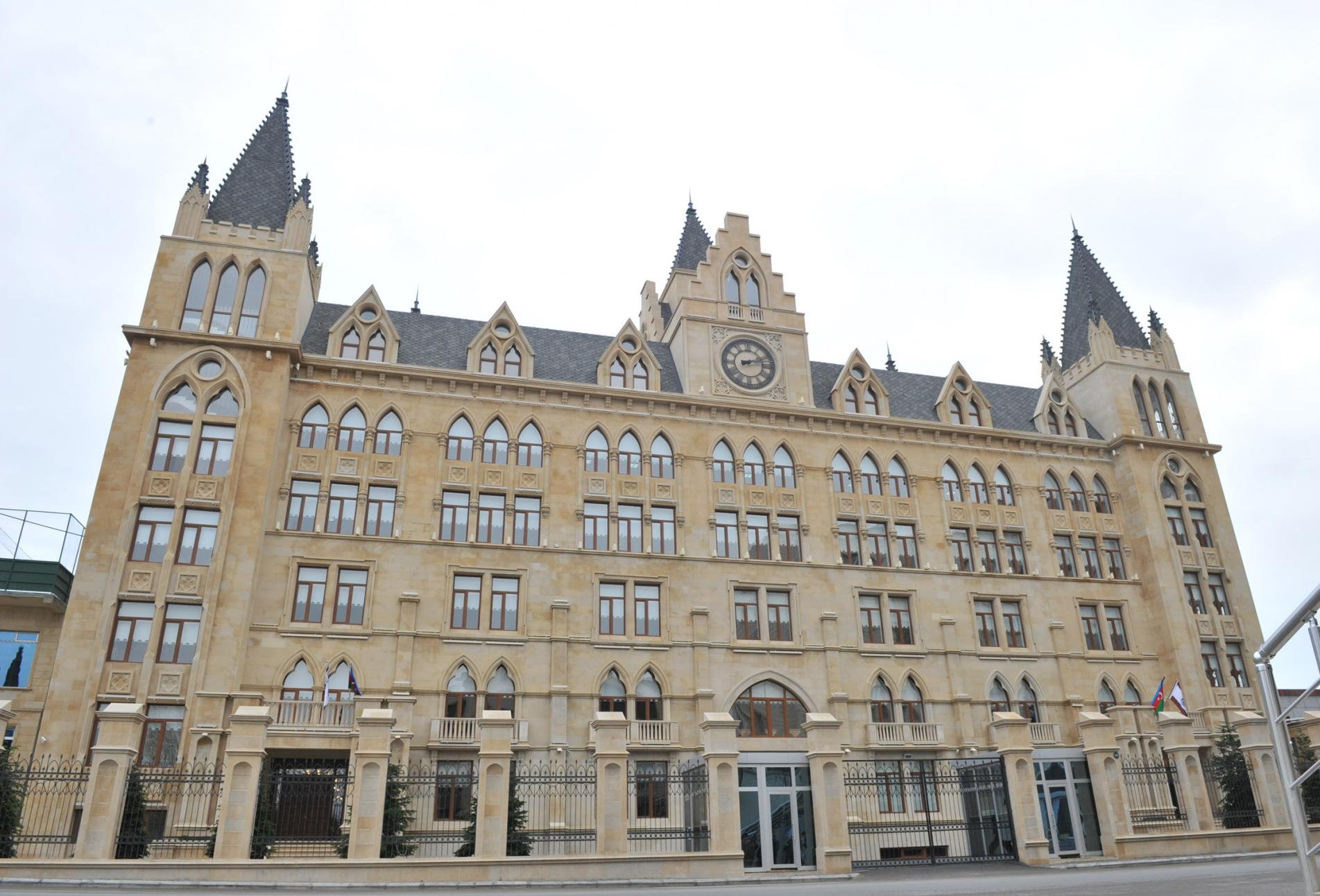
Бакинская оксфордская школа 25 ноября 2014

Осуществляется сертификация учителей. За 2023 и 2024 год сертификацию прошли 40 тысяч учителей.
Осуществляется работа по обеспечению школ компьютерами и интернетом. Задачей является обеспечить минимум один компьютер на 6 учащихся.
За период с 2004 по 2024 год было построено или капитально отремонтировано 3 600 школ.
На апрель 2024 года на освобожденных от оккупации территориях действовало пять общеобразовательных школ, в которых обучались 762 ученика, преподавали 107 учителей.
Действует Государственное агентство дошкольного и общего образования Азербайджана.
Зачисление в первый класс проводится с мая по сентябрь. В электронной форме зачисление производится через портал Mektebeqebul. Набор производится в русский и азербайджанский сектор. Также возможно зачисление в явочном порядке.
Выпускные экзамены проводит Государственный экзаменационный центр Азербайджана. Для подачи апелляций на результаты экзаменов действует Апелляционная комиссия.
Выпускникам 11-х классов выдаются аттестаты о среднем образовании, выпускникам 9-х классов — документы об основном общем образовании.
В 2025 году в выпускных экзаменах приняли участие более 116 000 школьников.

### Участие в олимпиадах
Проводятся республиканские школьные олимпиады по различным предметам.
С 1995 года участники из Азербайджана принимают участие на олимпиадах по программированию в разных возрастных категориях. На сентябрь 2024 года завоёвано 80 медалей. Из них на Международной олимпиаде по информатике — 13.

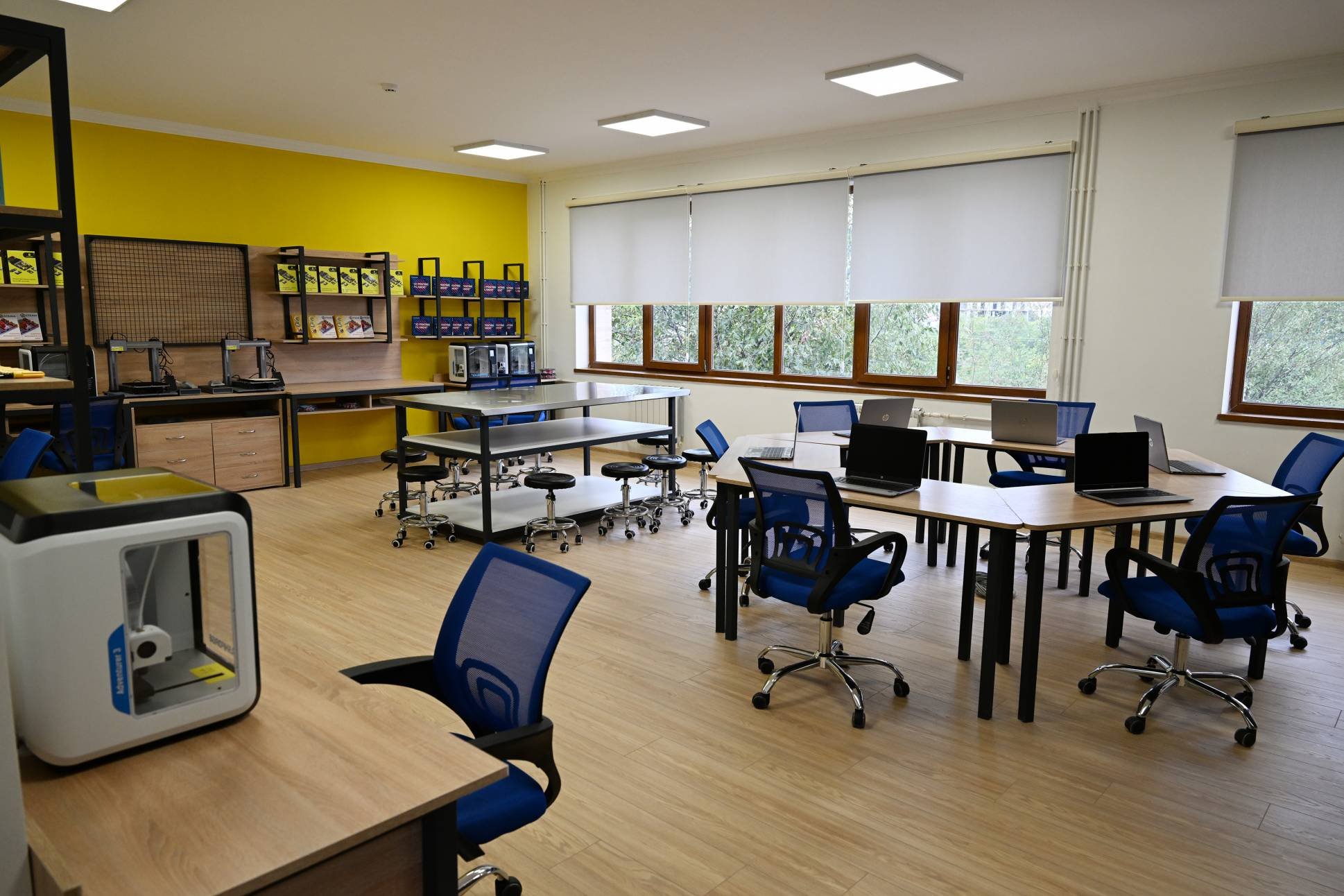
Школа №4 Ханкенди Сентябрь 2024
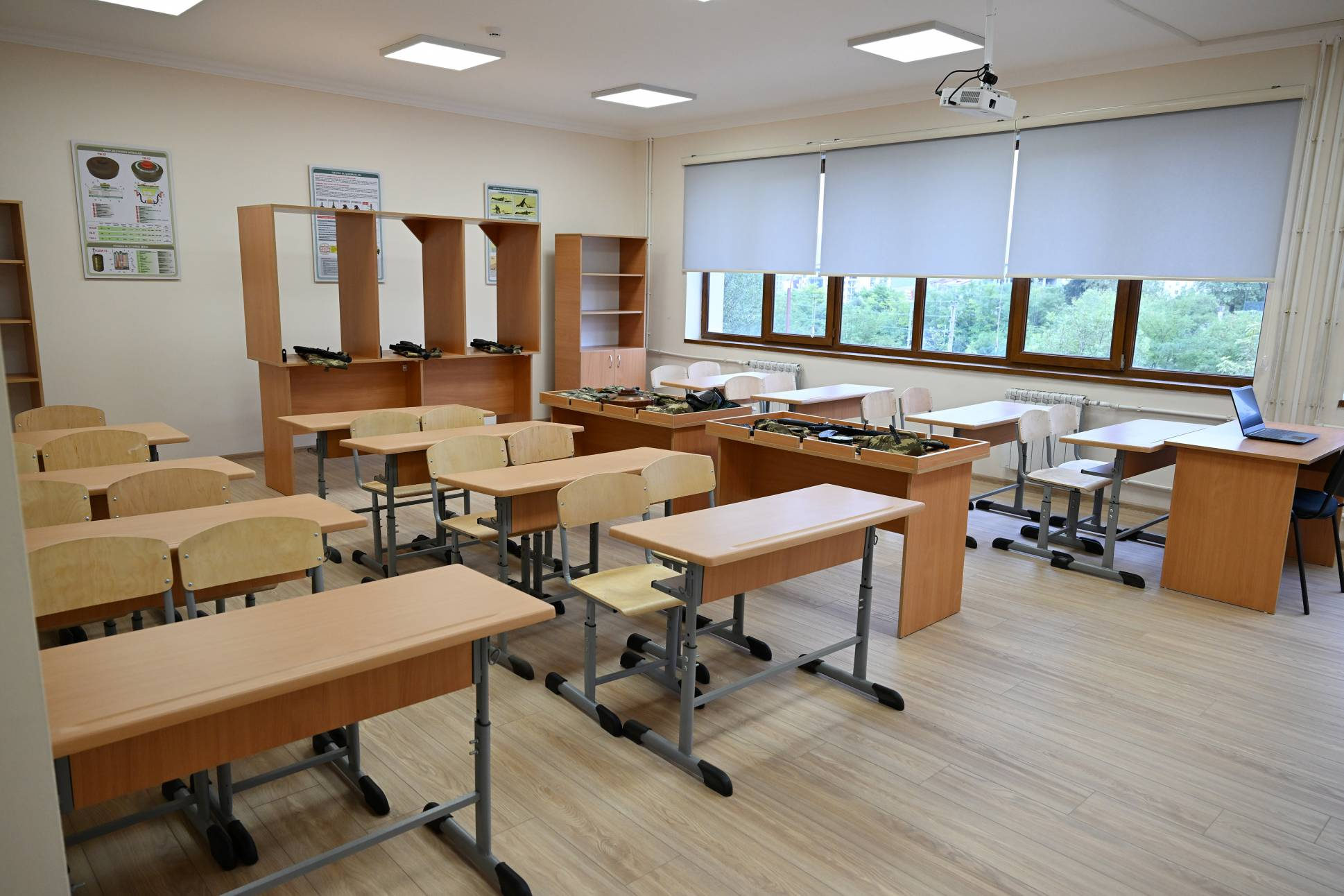
Школа №4 Ханкенди Сентябрь 2024
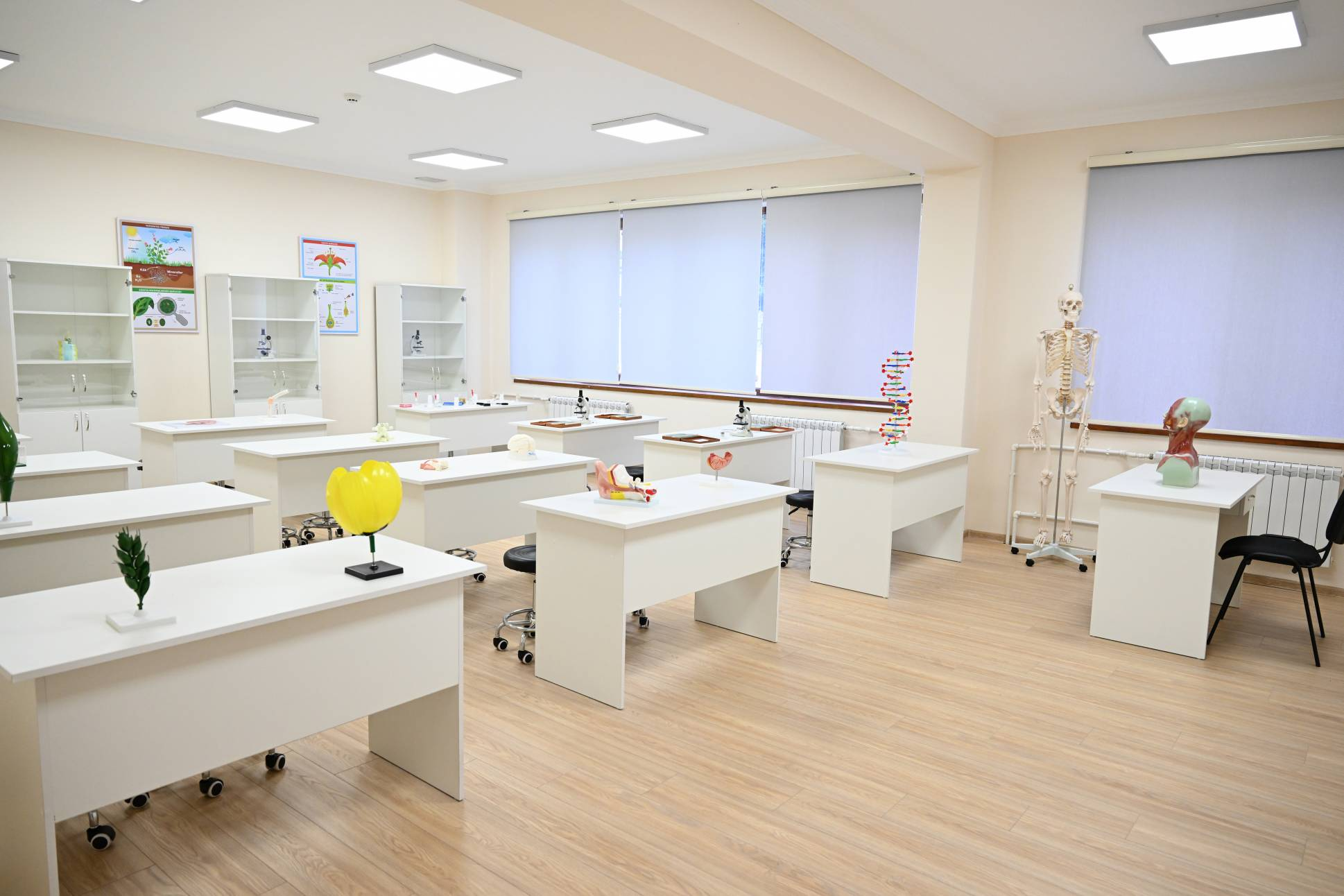
Школа №4 Ханкенди Сентябрь 2024

## Высшее образование
На 2019 год в Азербайджане действует 52 ВУЗа. Из них 40 государственных, 12 негосударственных.
Число студентов на 2019 год составляло 187 654. Из них - 169 015 обучались в государственных ВУЗах, 18 369 - в негосударственных. Общее количество девушек из них составляло 91 501 человек. Из них 81 920 обучалось в государственных ВУЗах, 9 581 - в негосударственных.
В 2020-21 учебном году количество студентов бакалавриата составляет 171 820 человек, магистратуры - 16 920 человек. Из них по государственному заказу обучались 94 941 студент. На 2021-22 учебный год планируется увеличение числа обучающихся по государственному заказу до 110 834 студентов.
В 2021 - 22 учебном году 20 200 человек получают образование за счёт государственного бюджета. Из них 1 555 сирот и лиц, лишённых родительской опеки, 1 310 - учащиеся с ограниченными возможностями здоровья.
На каждые 10 000 жителей приходится в среднем ежегодно 38 выпускников.
С ноября 2021 года утверждена кредитная система образования в ВУЗах. Действует система государственного заказа. Дипломы, выданные ВУЗами, вносятся в электронную систему данных электронного правительства.
На 2022 год количество выпускников факультетов информационных технологий составляет 3 000 чел. в год.
На 2023/24 учебный год в высших учебных заведениях Азербайджана обучается около 10 000 иностранных студентов, что является самым большим показателем за современный период.

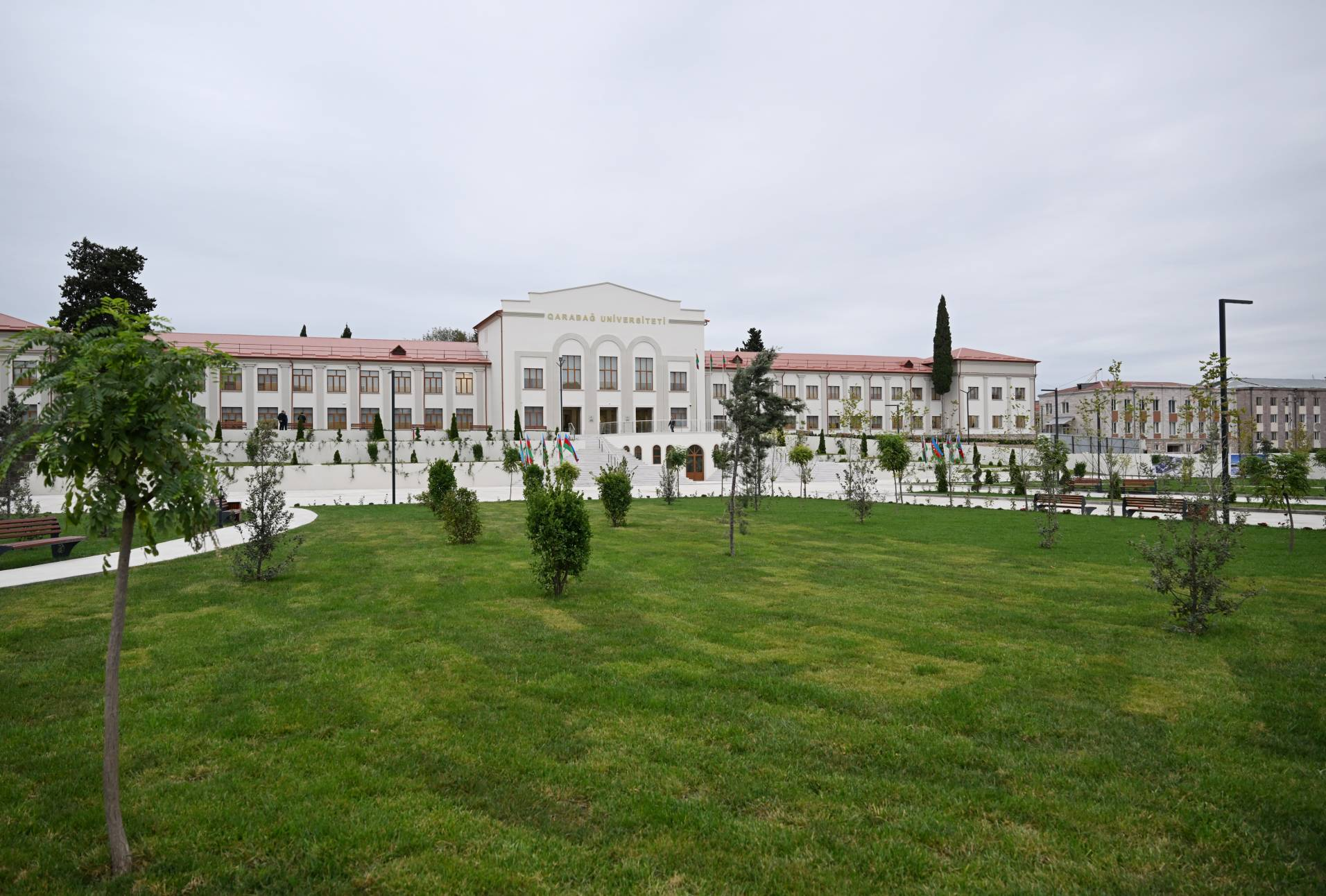
Карабахский университет 2024

Для поддержки обучения иностранных студентов в ВУЗах Азербайджана 8 июля 2023 года учреждён международный образовательный грант имени Гейдара Алиева. Грант предоставляется на 5 лет. Ежегодно будут присуждаться 100 грантов.
Три азербайджанских университета попали в рейтинг QS World University Rankings 2024. Азербайджанский государственный экономический университет, Бакинский государственный университет в категории 1001-1200, Азербайджанский государственный университет нефти и промышленности в категории 1201-1400.
Несколько университетов Азербайджана, в том числе Бакинский государственный университет, Азербайджанский государственный педагогический университет, Нахичеванский государственный университет, Азербайджанский технический университет участвуют в проекте IQAinAR по улучшению качества образования программы Европейской комиссии Эразмус Плюс.
19 февраля 2024 года подписан меморандум о создании Турецко-Азербайджанского университета. На 2024/25 учебный год университетом открыт набор студентов по специальностям компьютерной инженерии, промышленного инжиниринга и пищевой инженерии.
20 сентября 2024 года в Ханкенди открыт Карабахский университет.
В декабре 2024 года для студентов 11 университетов начали внедрять единые студенческие карты «TələbəPlus», которые предоставляют льготы и скидки.

### Прием в ВУЗы
Прием в ВУЗы и колледжи проводит Государственная комиссия при Президенте Республики. Экзамены проводятся по группам специальностей:
- 1-я группа (технические специальности) сдает экзамены по математике, физике, химии (или информатике, в зависимости от выбранного направления), азербайджанскому и иностранному языкам
- 2-я группа (финансовые специальности) сдает экзамены по математике, географии, истории, азербайджанскому и иностранному языкам
- 3-я группа (гуманитарные специальности) сдает экзамены по азербайджанскому языку, литературе, истории, иностранному языку и математике.
- 4-я группа (медицинские и сельскохозяйственные специальности) сдает экзамены по биологии, химии, физике, азербайджанскому языку и математике[46]

Для поступления в ВУЗ необходимо набрать минимальный проходной балл на выпускных экзаменах. К отбору по специальности допускаются абитуриенты, набравшие 200 баллов в общем зачете, 100 баллов на втором этапе экзамена (всего 150 баллов по некоторым специальностям и 50 баллов по второму этапу).
В 2024 году средний статистический балл в результате экзамена составил 132,09, в 2025 году — 132,33. Максимальный балл, который возможно набрать — 300.
Победители международных и республиканских предметных олимпиад, международных конкурсов и соревнований, а также абитуриенты, обучающиеся по образовательным программам, аккредитованным на международном уровне имеют право на приём в ВУЗы вне конкурса.
На 2024/2025 учебный год было выделено 59 180 плановых мест для поступления в ВУЗы.
В 2025 году более 130 000 абитуриентов подали заявки на поступление в ВУЗы.
На 2025/2026 учебный год выделено 60 489 плановых мест для поступления в ВУЗы. Из них 28 401 мест по государственному заказу, 

### Президентская стипендия
В соответствии с указом Президента АР от 3 сентября 2001 года №564 ежегодно 102 абитуриентам, набравшим на вступительных экзаменах самый высокий бал, присуждается стипендия Президента АР. Стипендия назначается на 1 семестр обучения абитуриента на 1 курсе. Последующая выдача стипендии зависит от результатов обучения, показанных студентом, и назначается по представлению высшего учебного заведения Министерством образования Азербайджана.

### Обучение за рубежом
В Азербайджане действуют различные программы, создающие возможность для азербайджанских студентов обучаться за границей, в том числе  Fullbright, Chevening, FLEX, программа обучения азербайджанской молодежи за рубежом, Болонский процесс.
Программа иностранных студентов Fullbright предназначена для того, чтобы предоставить азербайджанской молодежи возможность продолжить свое образование через магистерские программы в университетах США. Стипендии присуждаются на конкурсной основе высококвалифицированным кандидатам, которые лучше всего демонстрируют понимание и приверженность целям программы Fullbright.
Chevening — программа стипендий правительства Великобритании, предлагающая возможность учиться в Великобритании. Эта стипендия присуждается на соискание магистерской степени по любому предмету в любом британском университете.
Программа FLEX действует 22 года в Азербайджане. Программа предоставляет стипендии ученикам 11-го класса, которые проводят учебный год в Соединенных Штатах, проживают в принимающей семье и посещают американскую среднюю школу.
Азербайджан является участником Болонского процесса. В рамках Болонского процесса осуществляется обмен студентами с ведущими высшими учебными заведениями мира. Первые студенты по Болонской программе были направлены в иностранные вузы в 2007 году. Образование финансируется за счет государственных средств.

#### Государственная программа обучения за рубежом
С целью повышения числа профессиональных кадров в республике была подготовлена государственная программа обучения азербайджанской молодежи за рубежом. 
Программа обучения азербайджанской молодёжи за рубежом рассчитана на кратко- и среднесрочную перспективу с целью постепенного снижения обучения за рубежом путём повышения качества образования внутри страны.
В рамках программы на декабрь 2021 года в иностранных вузах получили образование 3 500 человек. 
В 2013—2014 для обучения за границей по линии государства обратилось больше 1 200 человек, из которых 787 человек получили на это право. Участники программы по степени бакалавра были избраны из граждан Азербайджана до 29 лет, по степеням магистратуры, докторантуры и резидентуры - из граждан до 35 лет.
В сентябре 2021 года президент Азербайджана подписал распоряжение "О расширении возможностей азербайджанской молодежи для обучения в престижных зарубежных высших учебных заведениях". 
28 февраля 2022 года утверждена государственная программа об обучении молодёжи в престижных высших учебных заведениях за рубежом на 2022 — 2026 год. По программе предусматривается обучение за рубежом 400 человек ежегодно, всего 2 000 чел. по приоритетным направлениям. Программой предусмотрен набор как на обучение в бакалавриате, так и в магистратуре. Отбор участников программы производится на конкурсной основе.
На ноябрь 2024 года по программе обучался 981 студент в 140 ведущих университетах мира в 21 стране.
В 2024/25 учебном году на обучение за рубеж по программе направлены 500 студентов. Из них 125 по программе бакалавриата, 375 по программе магистратуры. Обучение производится по разным специальностям, в том числе «информационные технологии», «инженерия», «государственное управление», «статистика и анализ данных». 99 из них проходят обучение в университетах, входящих в Топ-10 мирового рейтинга. Среди институтов — Гарвардский университет, Массачусетский технологический институт, Колумбийский университет, Национальный университет Сингапура, Швейцарский федеральный технологический институт, Университетский колледж Лондона и Кембриджский университет.
В марте 2025 года программа продлена до 2028 года.

### Количество выпускников ВУЗов
| Год  | Количество |
| ---- | ---------- |
| 2024 | 56 000     |

## Профессиональное образование
20 апреля 2016 года при Министерстве образования Азербайджана создано Государственное агентство по профессиональному образованию.
В 2022 году планируются к созданию совместные с Турцией школы профессионального образования в Баку и Габалинском районе. В школах будут действовать совместные образовательные программы.
В 2024 году создано 9 новых специальностей, в том числе технический ремонт солнечных панелей, альтернативные энергетические системы, обслуживание электрических и гибридных автомобилей, ремонт и обслуживание медицинского оборудования.
На август 2024 года осуществляется обучение по 136 специальностям.
Действуют учебные заведения профессионального образования в Баку, Гяндже, Габале, Джалилабаде.

## Государственный экзаменационный центр
Проведение вступительных государственных экзаменов в школу, ВУЗ в Азербайджане осуществляется Государственным экзаменационным центром.

Экзаменационный центр создан 11 апреля 2016 года.

Центр проводит вступительные экзамены в школы и ВУЗы независимо от их форм собственности (частной или государственной).

Центр проводит итоговую аттестацию учеников среднего образования, итоговые экзамены общеобразовательных учреждений, приёмные экзамены ВУЗы на уровни бакалавриата, магистратуры, в том числе в медицинские ВУЗы (бакалавриат, резидентура), вступительные экзамены в магистратуру Национальной Академии Наук.
Ежегодно центр утверждает график экзаменов.
В 2021 году проведено 32 вида экзаменов среди 426 000 человек.

## Болонская система
Азербайджан присоединился к Болонскому процессу в 2005 году. На конференции министров образования с участием представителей государств Южного Кавказа была принята декларация. Для вхождения в Болонскую систему в 2004 году Министерством образования Азербайджана был подготовлен и представлен на рассмотрение Европейской Комиссии доклад.19 мая 2005 года на конференции в городе Берген, министр образования Азербайджанской Республики подписал документ о присоединении к Болонскому процессу. Для исполнения этих требований в республике был подготовлен и утвержден «Образцовый регламент об организации обучения в высших учебных заведениях по кредитной системе».

## Признание иностранных дипломов
Документы о высшем образовании (бакалавриат, магистратура, в том числе по медицинским специальностям), среднем образовании, полученном за рубежом, должны быть апостилированы.
Выдаётся свидетельство о признании документов.

## Праздники в области образования

### День Знаний в Азербайджане
Указом Президента Азербайджана Ильхама Алиева от 21 августа 2004 года, в целях усовершенствования существующего в учебных заведениях Азербайджанской Республики режима работы, в связи с созданием эффективной системы деятельности, служащей повышению качества обучения в данных учебных заведениях, Президент Азербайджана постановил:
1. Установить, что занятия во всех учебных заведениях Азербайджанской Республики начинаются 15 сентября.
2. Объявить 15 сентября «Днем знаний».
3. С 2004/2005 учебного года в I—IV классах общеобразовательных школ Азербайджанской Республики ввести пятидневную учебную неделю.
4. Министерству образования Азербайджанской Республики в шестимесячный срок совместно с соответствующими органами исполнительной власти подготовить и представить Президенту Азербайджанской Республики предложения по обеспечению перехода всех общеобразовательных школ на пятидневную учебную неделю.
5. Кабинету Министров Азербайджанской Республики решить вопросы, вытекающие из настоящего Указа.

### День Учителя
Среди многих праздников, которые проводятся в школе, особое место занимает День учителя,проводимый 5 октября. Посвященные ему школьные вечера, театрализованные представления и праздничные концерты. В Азербайджане День Учителя отмечают 5 октября. Во многих школах этот день считают именно Днем учителя, а не праздником всей школы: учителя приходят нарядными, принимают поздравления, цветы, вечером в Азербайджане устраивают чаепитие. Дети же не чувствуют этот праздник своим. Даже в очень хороших школах, где существует настоящая дружба взрослых и детей, педагогический коллектив нередко забывает о больших воспитательных возможностях праздника: формировании любви к своей школе, интереса к профессии учителя.

### Международный день родного языка
Ежегодно 21 февраля жители планеты отмечают День родного языка. Каждый год в этот день в Баку под эгидой Департамента Общественной Информации ООН, национальной комиссии Азербайджана по делам ЮНЕСКО проводят различные мероприятия, в котором принимают участие известные в республике общественные и политические деятели, представители научных кругов и высшей школы.
«Благодаря поддержке президента Ильхама Алиева и правительства республики в Азербайджане на иврите — родном для каждого еврея языке — издаются книги, словари и другая литература, иврит изучается в еврейской школе, на языковых отделениях Университета иностранных языков и Бакинского Государственного университета. И этот феномен не только подтверждает присущую Азербайджану толерантность, но имеет также безусловную ценность для взаимообогащения культур населяющих республику народов», — подчеркнул в своем выступлении глава общины горских евреев Азербайджана.

### Международный день детской книги
Ежегодно, в день рождения Ханса Кристиана Андерсена, — 2 апреля празднуется Международный день детской книги. Начиная с 1967 года по инициативе и решению Международного совета по детской книге 2 апреля, в день рождения великого сказочника Ханса Кристиана Андерсена, весь мир отмечает Международный день детской книги, подчеркивая тем самым непреходящую роль детской книги в формировании духовного и интеллектуального облика новых поколений Земли.
Немало детских книг собрано в Музее Миниатюрной книги в Баку. Более двадцати лет его создатель, Зарифа Салахова, собирала эту редкую коллекцию — 4 тысячи мини-книг из 47 стран мира.

Зарифа Салахова, директор Музея миниатюрной книги: 
«За 5 лет я издала 30 миниатюрных книг, которые связаны с нашей литературой, искусством, музыкой. Среди них немало книг, посвященных детям: сказки, повести, рассказы, стихи и многое другое».
В музее собраны книги, изданные в России в дореволюционный период и в советское время. Миниатюрные издания Украины и Белоруссии, Грузии, Молдовы и Средней Азии. Из азербайджанской литературы — произведения классиков — Низами, Насими, Вагифа, Физули, Фатали Ахундова.

## Волонтёрство
В 2009 году был принят закон, направленный на развитие волонтёрской деятельности. В 2015 году при поддержке Министерства образования в Баку был проведён форум студентов-волонтёров, целью которого являлась популяризация волонтёрства.